# Helonetta brodkorbi
Helonetta brodkorbi är en utdöd fågel i familjen änder inom ordningen andfåglar. Den beskrevs 1992 utifrån fossila lämningar från gränsen mellan pliocen och pleistocen funna i Florida, USA.